# Francis Salabert
François (Francis) Joseph Salabert (Parijs, 27 juli 1884 – Shannon, 28 december 1946) was een Frans componist en muziekuitgever. Hij was de zoon van Édouard Salabert, de stichter van de Edition Salabert in Parijs.

## Levensloop

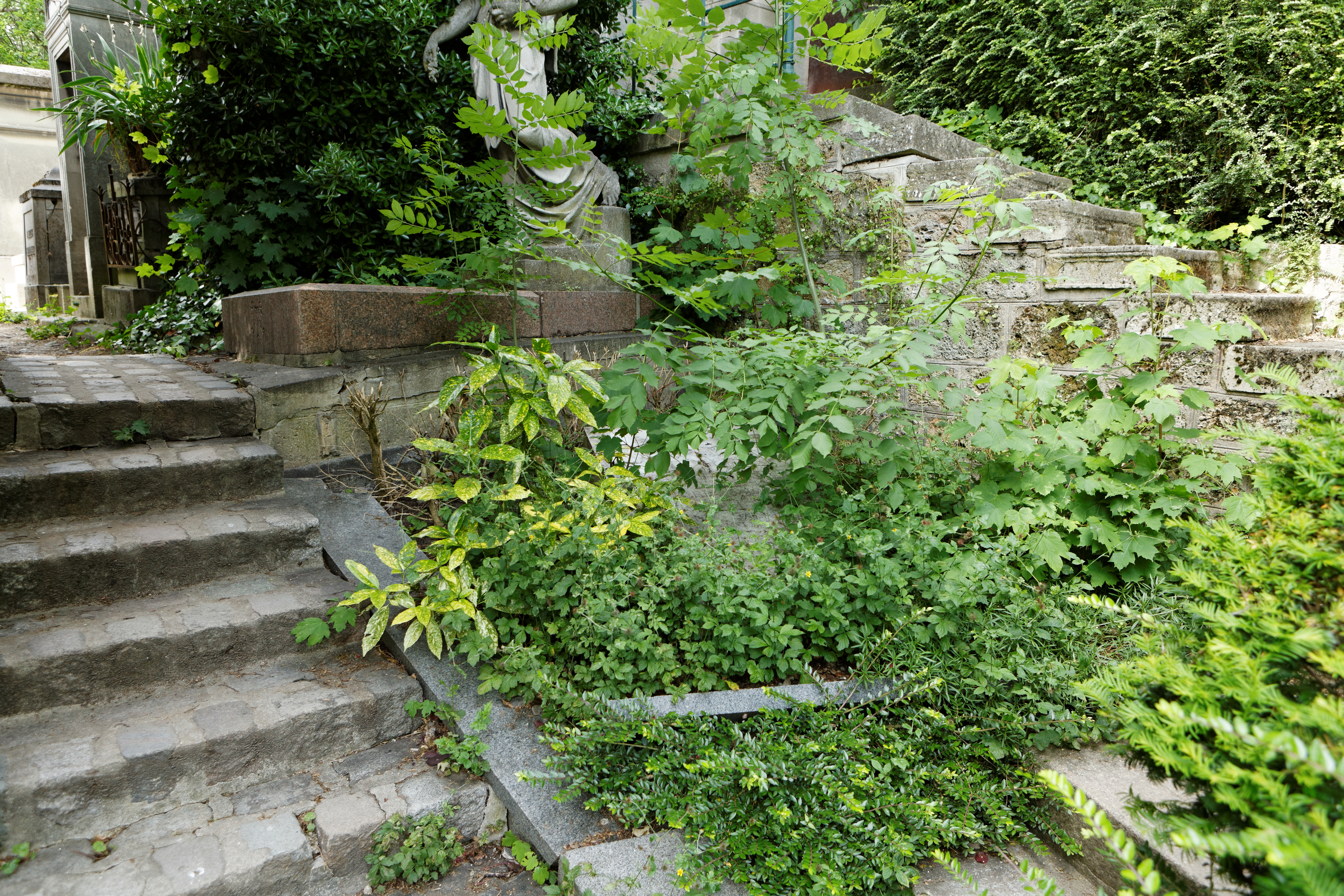
Het graf van Fancis Salabert (Cimetière du Père-Lachaise

Salabert moest al vroeg het bedrijf in de Rue de la Victoire overnemen van zijn vader, die in 1901 zwaar gehandicapt was geraakt. Aanvankelijk was de uitgeverij gespecialiseerd in militaire muziek, maar Francis als bestuurder stapte over op de publicaties van de belangrijkste componisten van de Franse lichte muziek. Componisten als Reynaldo Hahn, Henri Christiné, Maurice Yvain, Vincent Scotto (meer dan 600 werken), Georges Van Parys, Raoul Moretti, Charles Trenet en Aristide Bruant lieten hun werken bij Salabert publiceren.
Francis Salabert verbond bekende artiesten en kunstenaars aan zijn uitgeverij, onder wie Jeanne Bourgeois ("Mistinguett"), Joséphine Baker, "Mayol", Marlene Dietrich, Tino Rossi, Édith Piaf en Yves Montand.
Belangrijk waren ook de Europese uitgaverechten van de marsen van John Philip Sousa. De absolute topper in het uitgeversfonds was dat Salabert de voornaamste uitgever werd van de Groupe des Six (Arthur Honegger, Georges Auric, Darius Milhaud, Francis Poulenc, Louis Durey en Germaine Tailleferre. Daarnaast publiceerde hij ook werken van Erik Satie, Henri Sauguet, Ernest Chausson, Henri Duparc, Vincent d'Indy, Joseph Guy Ropartz, Albéric Magnard, Georges Enescu, Florent Schmitt en Albert Roussel.
Na zijn dood, eind december 1946, als gevolg van de ramp met een TWA-vliegtuig bij Shannon in Ierland, nam zijn weduwe Mica het bestuur van de Edition Salabert (rond 80.000 titels) ter hand.
Francis Salabert was niet alleen zakenman, hij bewerkte ook muziek en componeerde zelf.

## Composities

### Werken voor harmonieorkest
- Le Trompette en bois, Mars

### Vocale muziek
- 1945 L'Alouette, voor zangstem en piano
- Le grand album de la Victoire - les plus célèbres chansons de la France, voor zangstem en piano

### Werken voor piano
- 1927 Deuxième Album
- 1921 Troisième Album
- 1922 Quatrième Album
- 1932 Quinzième Album
- 1924 Septième Album
- 1926 Neuvième Album
- 1927 Dixième Album

### Werken voor accordeon
- Rosa Bianca, Valse - tekst: Jean Alfaro

### Filmmuziek
- 1931 Le Lit conjugal
- 1931 Allô... Allô...
- 1931 I Like Your Nerve
- 1934 Adventure Girl

### Pedagogische werken
- Mes succes - altsaxofoon, Es-hoorn, Es-klarinet
- Mes succes - bariton of tenorsaxofoon
- Mes succes - bas of contrabas
- Mes succes - klarinet of sopraansaxofoon
- Mes succes - slagwerk
- Mes succes - trombone
- Mes succes - viool, dwarsfluit en flageolet